# Cristo in pietà sorretto da tre angeli
Il Cristo in Pietà sorretto da tre Angeli, o Pietà, è un dipinto a olio su tavola di Antonello da Messina, databile al 1474-1476 circa e conservato nel Museo Correr di Venezia.

## Storia
Il dipinto pervenne nelle civiche raccolte di Venezia insieme al legato Teodoro Correr del 1830; non se ne conosce la provenienza né l'originaria destinazione, se come pala d'altare o piuttosto se si tratti un dipinto per la devozione privata. 
L'opera venne prima riconosciuta da Vincenzo Lazari (1854) come opera di "Ignoto di Scuola Veneta del Sec. XV", successivamente di Giovanni Bellini (attribuzione condivisa da Bernard Berenson e  Jacobsen nel 1894). Ludwig nel 1902  propose di avvicinare la tavola alla mano di Antonello da Messina, anticipando di qualche anno l'attribuzione di Frizzoni (1909) poi condivisa da tutta la critica. 
Gli studiosi sono propensi nel collocare l'esecuzione del dipinto agli anni del soggiorno veneziano di Antonello, ovvero tra il 1475 ed il 1476, o al più tardi al suo ritorno a Messina.

## Descrizione e stile
La composizione della tavola si staglia su un paesaggio ricco di vegetazione e minuziosamente descritto. Si possono addirittura riconoscere particolari come la chiesa sullo sfondo, sicuramente identificabile con la Chiesa di San Francesco all'Immacolata a Messina . L'opera, eseguita pochi anni prima della Pala di San Cassiano, documenta un momento di Antonello in cui la meditazione sui modelli d'origine tedesca, come Jan van Eyck o Peter Christus, si fa evidente. Non mancano, ovviamente, le tangenze con la cultura figurativa italiana come, ad esempio, nelle scelte prospettiche. Antonello, che aveva conosciuto Piero della Francesca intorno al 1473 e da lui aveva appreso non solo i segreti matematici della prospettiva ma anche una certa maniera nell'utilizzarla, in questa tavola pone la figura di Cristo al centro con un punto di vista prospettico molto ravvicinato per accentuarne la monumentalità e la solennità. 
Gesù è raffigurato morto, nel momento successivo alla deposizione, seduto (o meglio accasciato) sul sarcofago. I tre angeli mentre sono intenti a sorreggere il peso del corpo del Salvatore si dedicano, con cura, a medicare le ferite inferte durante la crocifissione. 
Questa tipologia iconografica era assai diffusa tra i vari esponenti del primo Rinascimento veneto, come più in generale la raffigurazione di un teschio, memento mori e parimenti simbolo del Golgota, in basso a destra.
Le teste dei soggetti e le membra scoperte dei Cherubini sono appena abbozzate, complice probabilmente un danneggiamento successivo.